# Winterina
Winterina är ett släkte av svampar som beskrevs av Pier Andrea Saccardo. Winterina ingår i klassen Sordariomycetes, divisionen sporsäcksvampar och riket svampar.
Släktet innehåller bara arten Winterina clavata.